# Microtus duodecimcostatus
O Microtus duodecimcostatus , também chamado rato-toupeira ou rato-cego-mediterrânico, é uma espécie de roedor da família Cricetidae.

## Descrição
O rato-toupeira é um roedor de corpo cilindriforme e cabeça pouco diferenciada do resto do corpo, de formato oblongo. Tem uma pelagem de cor castanho-clara sobre o dorso e acinzentada ou mesmo esbranquiçada no ventre. Distingue-se pelos seus olhos pequenos e pelas suas orelhas, também de reduzidas dimensões, dissimuladas junto ao pêlo da cabeça. 
É uma espécie particularmente pequena, medindo entre oito e onze centímetros, sem contar com a cauda que, por si só, mede entre dois a três centímetros e meio.

## Distribuição
Pode ser encontrada a Norte da orla Ocidental do Mediterrâneo, em países como França, Portugal e Espanha.

### Portugal
É uma espécie endémica comum, medrando principalmente pelas regiões a sul do Tejo da Beira Interior, do Alentejo (principalmente o interior) e o Algarve. 
Dada a presença desta espécie em Espanha, em regiões limítrofes ao leito do Douro, conjectura-se que possa haver povoações desta espécie em Portugal, em territórios mais a Norte do Tejo.

### Habitat
É uma espécie fossorícola, ou seja, que vive em tuneis e galerias foçadas na terra. 
Dessarte, privilegia os descampados e espaços abertos em geral, de terrenos húmidos e consistentes, que lhes dêem ansa para poderem escavar as suas madrigueiras e cunículos, e onde predominem plantas herbáceas, sejam elas cultivares ou espécies bravias, que lhes ofereçam nutrição e resguardo. Por conseguinte, tanto podem habitar charnecas e ermos, como courelas agricultadas.
As galerias dos ratos-toupeira são muito organizadas, departindo-se em câmaras que servem de despensa, onde arrecadam os alimentos; galerias, por onde circulam em segurança sem ter de atonar à superfície; e até madrigueiras, onde as fêmeas podem dar à luz e cuidar das crias.

## Reprodução
Os ratos-toupeira conseguem reproduzir-se todo o ano, especialmente se tiver sido um ano particularmente pluvioso, porquanto isso promove a abundância de alimento e a facilidade em escavar o solo. Cada fêmea costuma parir entre 2 a 3 crias, por ninhada. A gestação tarda 24 dias. Os jovens ratos-toupeira adquirem a maturidade sexual ao fim de poucos meses de vida, sendo certo que esta espécie tem uma esperança de vida que raramente ultrapassa os dois anos em estado selvagem.

## Relações de simpatria
Existe em relação de simpatria com o Microtus lusitanicus, nas regiões mais setentrionais da sua distribuição em Portugal, havendo por conseguinte convergência dos espaços vitais de ambas as espécies.

## Dieta
O rato-toupeira é herbívoro, pelo que se alimenta mormente de raízes, rizomas e quejandos, podendo, em todo o caso, também se alimentar de bagas, aquénios e pequenos frutos.